# Temporada 2007 de GP2 Series
La temporada 2007 de GP2 Series comenzó en el Circuito Internacional de Baréin el 13 de abril y terminó en el Circuito Ricardo Tormo de Valencia (España) el 30 de septiembre, habiendo un total de 11 Grandes Premios y 21 carreras (11 largas y 10 cortas). Timo Glock ganó esta temporada seguido de cerca por Lucas di Grassi, el campeonato se decidió en la última ronda, donde Glock se proclamó campeón en un nefasto fin de semana para di Grassi. El campeonato de escuderías se lo adjudicó iSport International.

## Escuderías y pilotos
Los siguientes equipos fueron confirmados para disputar la competencia.
Nota: Como todos los equipos usan los chasis Dallara GP2/05 con el motor Mecachrome V8 de Renault y neumáticos Bridgestone, no se especifican los datos de los vehículos.
| Escudería                      | N.º | Piloto              | Rondas     |
| ------------------------------ | --- | ------------------- | ---------- |
| ART Grand Prix                 | 1   | Michael Ammermüller | 1, 4–5     |
| ART Grand Prix                 | 1   | Mijaíl Alioshin     | 2, 11      |
| ART Grand Prix                 | 1   | Sébastien Buemi     | 3, 6–10    |
| ART Grand Prix                 | 2   | Lucas Di Grassi     | Todas      |
| Minardi Piquet Sports          | 3   | Alexandre Negrão    | Todas      |
| Minardi Piquet Sports          | 4   | Roldán Rodríguez    | Todas      |
| iSport International           | 5   | Timo Glock          | Todas      |
| iSport International           | 6   | Andreas Zuber       | Todas      |
| Arden International            | 7   | Bruno Senna         | Todas      |
| Arden International            | 8   | Adrian Zaugg        | 1–10       |
| Arden International            | 8   | Filipe Albuquerque  | 5, 11      |
| Petrol Ofisi FMS International | 9   | Antônio Pizzonia    | 1–3        |
| Petrol Ofisi FMS International | 9   | Adam Carroll        | 4–11       |
| Petrol Ofisi FMS International | 10  | Jason Tahincioglu   | Todas      |
| Trident Racing                 | 11  | Pastor Maldonado    | 1–7        |
| Trident Racing                 | 11  | Ricardo Risatti     | 8–10       |
| Trident Racing                 | 11  | Sergio Hernández    | 11         |
| Trident Racing                 | 12  | Kōhei Hirate        | Todas      |
| Racing Engineering             | 14  | Javier Villa        | Todas      |
| Racing Engineering             | 15  | Sérgio Jimenez      | 1–3        |
| Racing Engineering             | 15  | Ernesto Viso        | 4, 6       |
| Racing Engineering             | 15  | Filipe Albuquerque  | 5          |
| Racing Engineering             | 15  | Marcos Martínez     | 7–11       |
| Super Nova Racing              | 16  | Luca Filippi        | Todas      |
| Super Nova Racing              | 17  | Mike Conway         | Todas      |
| BCN Competición                | 18  | Sakon Yamamoto      | 1–6        |
| BCN Competición                | 18  | Markus Niemelä      | 7, 9–11    |
| BCN Competición                | 18  | Henri Karjalainen   | 8          |
| BCN Competición                | 19  | Ho-Pin Tung         | Todas      |
| David Price Racing             | 20  | Christian Bakkerud  | 1–8, 10–11 |
| David Price Racing             | 20  | Olivier Pla         | 9          |
| David Price Racing             | 21  | Andy Soucek         | Todas      |
| DAMS                           | 22  | Kazuki Nakajima     | Todas      |
| DAMS                           | 23  | Nicolas Lapierre    | Todas      |
| Campos Grand Prix              | 24  | Vitali Petrov       | Todas      |
| Campos Grand Prix              | 25  | Giorgio Pantano     | Todas      |
| Durango                        | 26  | Borja García        | Todas      |
| Durango                        | 27  | Karun Chandhok      | Todas      |

## Calendario
| Rondas | Rondas | Circuito                                     | País        | Fecha            |
| ------ | ------ | -------------------------------------------- | ----------- | ---------------- |
| 1      | L      | Circuito Internacional de Baréin, Sakhir     | Baréin      | 14 de abril      |
| 1      | C      | Circuito Internacional de Baréin, Sakhir     | Baréin      | 15 de abril      |
| 2      | L      | Circuito de Barcelona-Cataluña, Montmeló     | España      | 12 de mayo       |
| 2      | C      | Circuito de Barcelona-Cataluña, Montmeló     | España      | 13 de mayo       |
| 3      | 3      | Circuito de Mónaco, Montecarlo               | Mónaco      | 26 de mayo       |
| 4      | L      | Circuito de Nevers Magny-Cours, Magny-Cours  | Francia     | 30 de junio      |
| 4      | C      | Circuito de Nevers Magny-Cours, Magny-Cours  | Francia     | 1 de julio       |
| 5      | L      | Circuito de Silverstone, Silverstone         | Reino Unido | 7 de julio       |
| 5      | C      | Circuito de Silverstone, Silverstone         | Reino Unido | 8 de julio       |
| 6      | L      | Nürburgring, Nürburg                         | Alemania    | 21 de julio      |
| 6      | C      | Nürburgring, Nürburg                         | Alemania    | 22 de julio      |
| 7      | L      | Hungaroring, Budapest                        | Hungría     | 4 de agosto      |
| 7      | C      | Hungaroring, Budapest                        | Hungría     | 5 de agosto      |
| 8      | L      | Circuito de Estambul, Estambul               | Turquía     | 25 de agosto     |
| 8      | C      | Circuito de Estambul, Estambul               | Turquía     | 26 de agosto     |
| 9      | L      | Autodromo Nazionale di Monza, Monza          | Italia      | 8 de septiembre  |
| 9      | C      | Autodromo Nazionale di Monza, Monza          | Italia      | 9 de septiembre  |
| 10     | L      | Circuito de Spa-Francorchamps, Francorchamps | Bélgica     | 15 de septiembre |
| 10     | C      | Circuito de Spa-Francorchamps, Francorchamps | Bélgica     | 16 de septiembre |
| 11     | L      | Circuito Ricardo Tormo, Valencia             | España      | 29 de septiembre |
| 11     | C      | Circuito Ricardo Tormo, Valencia             | España      | 30 de septiembre |

## Resultados

### Temporada
| Ronda | Ronda | Ronda             | Pole Position    | Vuelta rápida       | Piloto ganador   | Escudería ganadora             | Resultados |
| ----- | ----- | ----------------- | ---------------- | ------------------- | ---------------- | ------------------------------ | ---------- |
| 1     | L     | Sakhir            | Luca Filippi     | Kazuki Nakajima     | Luca Filippi     | Super Nova Racing              | Resultados |
| 1     | C     | Sakhir            |                  | Timo Glock          | Nicolas Lapierre | DAMS                           | Resultados |
| 2     | L     | Barcelona         | Timo Glock       | Kazuki Nakajima     | Bruno Senna      | Arden International            | Resultados |
| 2     | C     | Barcelona         |                  | Timo Glock          | Timo Glock       | iSport International           | Resultados |
| 3     | 3     | Montecarlo        | Pastor Maldonado | Alexandre Negrão    | Pastor Maldonado | Trident Racing                 | Resultados |
| 4     | L     | Magny-Cours       | Timo Glock       | Roldán Rodríguez    | Giorgio Pantano  | Campos Grand Prix              | Resultados |
| 4     | C     | Magny-Cours       |                  | Michael Ammermüller | Javier Villa     | Racing Engineering             | Resultados |
| 5     | L     | Silverstone       | Andreas Zuber    | Andreas Zuber       | Andreas Zuber    | iSport International           | Resultados |
| 5     | C     | Silverstone       |                  | Kazuki Nakajima     | Adam Carroll     | Petrol Ofisi FMS International | Resultados |
| 6     | L     | Nürburgring       | Timo Glock       | Mike Conway         | Timo Glock       | iSport International           | Resultados |
| 6     | C     | Nürburgring       |                  | Sébastien Buemi     | Javier Villa     | Racing Engineering             | Resultados |
| 7     | L     | Budapest          | Timo Glock       | Karun Chandhok      | Adam Carroll     | Petrol Ofisi FMS International | Resultados |
| 7     | C     | Budapest          |                  | Sébastien Buemi     | Javier Villa     | Racing Engineering             | Resultados |
| 8     | L     | Estambul          | Luca Filippi     | Nicolas Lapierre    | Lucas Di Grassi  | ART Grand Prix                 | Resultados |
| 8     | C     | Estambul          |                  | Andreas Zuber       | Timo Glock       | iSport International           | Resultados |
| 9     | L     | Monza             | Giorgio Pantano  | Giorgio Pantano     | Giorgio Pantano  | Campos Grand Prix              | Resultados |
| 9     | C     | Monza             |                  | Adam Carroll        | Timo Glock       | iSport International           | Resultados |
| 10    | L     | Spa-Francorchamps | Nicolas Lapierre | Timo Glock          | Nicolas Lapierre | DAMS                           | Resultados |
| 10    | C     | Spa-Francorchamps |                  | Nicolas Lapierre    | Karun Chandhok   | Durango                        | Resultados |
| 11    | L     | Valencia          | Kazuki Nakajima  | Karun Chandhok      | Vitali Petrov    | Campos Grand Prix              | Resultados |
| 11    | C     | Valencia          |                  | Timo Glock          | Timo Glock       | iSport International           | Resultados |

## Clasificaciones

### Campeonato de Pilotos
| Pos. | Piloto              | SAK | SAK | BAR | BAR | MON | MAG | MAG | SIL | SIL | NÜR | NÜR | BUD | BUD | EST | EST | MNZ | MNZ | SPA | SPA | VAL | VAL | Puntos |
| ---- | ------------------- | --- | --- | --- | --- | --- | --- | --- | --- | --- | --- | --- | --- | --- | --- | --- | --- | --- | --- | --- | --- | --- | ------ |
| 1    | Timo Glock          | 2   | 2   | 2   | 1   | 3   | Ret | Ret | Ret | Ret | 1   | 5   | 10  | Ret | 4   | 1   | 3   | 1   | 17  | DNS | 7   | 1   | 88     |
| 2    | Lucas Di Grassi     | 5   | Ret | 3   | 3   | 5   | 2   | 4   | 4   | 4   | 2   | 6   | 4   | 4   | 1   | 11  | 13  | 4   | 3   | 3   | Ret | 13  | 77     |
| 3    | Giorgio Pantano     | DNS | Ret | Ret | 6   | 2   | 1   | 3   | Ret | 8   | 4   | 7   | Ret | 7   | 2   | 12  | 1   | DSQ | Ret | 14  | 2   | 5   | 59     |
| 4    | Luca Filippi        | 1   | 3   | Ret | 11  | 4   | 4   | 2   | 5   | 7   | Ret | Ret | Ret | 16  | Ret | 7   | 2   | 2   | 2   | 7   | 18† | 6   | 59     |
| 5    | Kazuki Nakajima     | 17  | 6   | 15  | 7   | 10  | 17  | 6   | 3   | 3   | 3   | 3   | 2   | Ret | 6   | Ret | DSQ | 18  | Ret | 9   | 3   | 7   | 44     |
| 6    | Javier Villa        | Ret | 10  | 8   | 2   | Ret | 7   | 1   | 13  | 22† | 8   | 1   | 8   | 1   | 12  | Ret | 6   | Ret | 4   | 15  | 8   | 2   | 42     |
| 7    | Adam Carroll        |     |     |     |     |     | DSQ | 14  | 6   | 1   | Ret | 14  | 1   | 2   | 3   | 3   | Ret | 15  | Ret | 6   | Ret | 15  | 36     |
| 8    | Bruno Senna         | 4   | 8   | 1   | 4   | 11  | 3   | 7   | 11  | 10  | 15  | Ret | 13  | 12  | 10  | 6   | 4   | 3   | Ret | 8   | Ret | 14  | 34     |
| 9    | Andreas Zuber       | 3   | Ret | DNS | 9   | Ret | Ret | 15  | 1   | 6   | Ret | 21  | 3   | 6   | Ret | 14  | Ret | 5   | 18  | 12  | 12  | 12  | 30     |
| 10   | Borja García        | 8   | 4   | 5   | 14  | 16† | 12  | 20† | 20† | 17  | 19  | 12  | 5   | 5   | 5   | 4   | Ret | 19  | 16  | 17  | 5   | 4   | 28     |
| 11   | Pastor Maldonado    | DNS | 16† | Ret | 17† | 1   | 10  | 8   | 7   | 2   | 6   | 4   | Ret | Ret |     |     |     |     |     |     |     |     | 25     |
| 12   | Nicolas Lapierre    | 7   | 1   | Ret | DNS | Ret | 8   | Ret | Ret | DNS | 9   | Ret | Ret | 14  | 15  | Ret | 10  | 17† | 1   | 21  | Ret | 21  | 23     |
| 13   | Vitali Petrov       | 14  | 11  | 10  | 16† | 6   | 5   | 5   | 9   | 9   | 11  | 17  | Ret | 9   | 17  | 5   | 12  | 12  | 9   | 11  | 1   | 8   | 21     |
| 14   | Mike Conway         | Ret | 5   | Ret | 12  | Ret | 9   | Ret | 2   | 5   | 18  | 15  | Ret | 8   | Ret | Ret | Ret | 9   | 5   | 5   | 16  | 9   | 19     |
| 15   | Karun Chandhok      | 9   | Ret | Ret | 15  | Ret | Ret | 16  | 12  | 13  | Ret | 16  | 14  | 15† | 8   | Ret | 5   | 6   | 7   | 1   | 17  | Ret | 16     |
| 16   | Andy Soucek         | 12  | 9   | 14  | Ret | 14  | 13  | 10  | Ret | 20  | Ret | 13  | 12  | Ret | Ret | Ret | Ret | 7   | 6   | 2   | 6   | 3   | 15     |
| 17   | Roldán Rodríguez    | Ret | 12  | 4   | Ret | Ret | 16  | 9   | 8   | 11  | 10  | 9   | 6   | 3   | 11  | 8   | Ret | 8   | 15  | 10  | Ret | 17  | 14     |
| 18   | Adrian Zaugg        | 6   | 17  | Ret | 13  | 9   | 6   | Ret | 14  | 19  | 7   | Ret | 7   | Ret | Ret | 15† | Ret | Ret | 13  | 19  |     |     | 10     |
| 19   | Kōhei Hirate        | 18  | Ret | 13  | 10  | 12  | Ret | 11  | 18  | Ret | 5   | 2   | 11  | 10  | Ret | Ret | Ret | 10  | Ret | 13  | Ret | 16  | 9      |
| 20   | Alexandre Negrão    | Ret | 15  | Ret | DNS | 15  | Ret | Ret | Ret | 18  | 12  | 10  | Ret | 13  | 7   | 2   | 14  | Ret | 19† | 16  | 15  | 18  | 8      |
| 21   | Sébastien Buemi     |     |     |     |     | 7   |     |     |     |     | Ret | 20  | 15  | 17  | Ret | 13  | 7   | 14  | 10  | Ret |     |     | 6      |
| 22   | Marcos Martínez     |     |     |     |     |     |     |     |     |     |     |     | DNQ | DNQ | 13  | Ret | Ret | Ret | Ret | Ret | 4   | 22  | 5      |
| 23   | Ho-Pin Tung         | 15  | Ret | 11  | Ret | 13  | 14  | 17  | 17  | 15  | 16  | 22† | 9   | Ret | 9   | 9   | Ret | 16† | 8   | 4   | 11  | 11  | 4      |
| 24   | Sérgio Jimenez      | 19† | Ret | 7   | 5   | 17† |     |     |     |     |     |     |     |     |     |     |     |     |     |     |     |     | 4      |
| 25   | Mijaíl Alioshin     |     |     | 6   | Ret |     |     |     |     |     |     |     |     |     |     |     |     |     |     |     | 9   | 20  | 3      |
| 26   | Michael Ammermüller | 10  | 7   |     |     |     | Ret | 19  | 10  | 12  |     |     |     |     |     |     |     |     |     |     |     |     | 1      |
| 27   | Antônio Pizzonia    | 16  | Ret | Ret | 8   | 8   |     |     |     |     |     |     |     |     |     |     |     |     |     |     |     |     | 1      |
| 28   | Ricardo Risatti     |     |     |     |     |     |     |     |     |     |     |     |     |     | 16  | 10  | 8   | Ret | 20† | 18  |     |     | 1      |
| 29   | Ernesto Viso        |     |     |     |     |     | Ret | DNS |     |     | 14  | 8   |     |     |     |     |     |     |     |     |     |     | 0      |
| 30   | Sakon Yamamoto      | 11  | 14  | 9   | 18† | Ret | 11  | 13  | 16  | Ret | 13  | 11  |     |     |     |     |     |     |     |     |     |     | 0      |
| 31   | Markus Niemelä      |     |     |     |     |     |     |     |     |     |     |     | Ret | DNS |     |     | 9   | 11  | 11  | Ret | 14  | Ret | 0      |
| 32   | Filipe Albuquerque  |     |     |     |     |     |     |     | 15  | 14  |     |     |     |     |     |     |     |     |     |     | 10  | 10  | 0      |
| 33   | Jason Tahincioglu   | Ret | 13  | DNS | Ret | Ret | 15  | 18  | 19  | 16  | 17† | 19  | Ret | 11  | 14  | Ret | 11  | 20  | 14  | 20  | 13  | Ret | 0      |
| 34   | Christian Bakkerud  | 13  | Ret | 12  | Ret | Ret | Ret | 12  | Ret | 21  | Ret | 18  | Ret | DNS | DNQ | DNQ |     |     | 12  | Ret | Ret | Ret | 0      |
| 35   | Olivier Pla         |     |     |     |     |     |     |     |     |     |     |     |     |     |     |     | Ret | 13  |     |     |     |     | 0      |
| 36   | Sergio Hernández    |     |     |     |     |     |     |     |     |     |     |     |     |     |     |     |     |     |     |     | Ret | 19  | 0      |
| NC   | Henri Karjalainen   |     |     |     |     |     |     |     |     |     |     |     |     |     | Ret | Ret |     |     |     |     |     |     | 0      |
| Pos. | Piloto              | SAK | SAK | BAR | BAR | MON | MAG | MAG | SIL | SIL | NÜR | NÜR | BUD | BUD | EST | EST | MNZ | MNZ | SPA | SPA | VAL | VAL | Puntos |

| Color     | Resultado              |
| --------- | ---------------------- |
| Oro       | Ganador                |
| Plata     | 2.ª plaza              |
| Bronce    | 3.ª plaza              |
| Verde     | Finalizó en los puntos |
| Azul      | Finalizó sin puntos    |
| Azul      | NC - No clasificado    |
| Violeta   | Ret - No terminó       |
| Rojo      | DNQ - No se clasificó  |
| Negro     | DSQ - Descalificado    |
| Blanco    | DNS - No empezó        |
| Blanco    | WD - Retirado          |
| Blanco    | C - Carrera cancelada  |
| Sin color | DNP - No participó     |
| Sin color | INJ - Lesionado        |
| Sin color | EX - Excluido          |

| Estado  | Resultado |
| ------- | --- |
| Negrita | Pole position |
| Cursiva | Vuelta rápida puntuable, el piloto cumplió los requisitos para ser bonificado con uno o más puntos por lograr la vuelta rápida |
| †       | Abandona, pero clasifica al completar el porcentaje requerido para ello                                                        |

### Campeonato de Escuderías
| Pos. | Escudería                      | N.º | SAK | SAK | BAR | BAR | MON | MAG | MAG | SIL | SIL | NÜR | NÜR | BUD | BUD | EST | EST | MNZ | MNZ | SPA | SPA | VAL | VAL | Puntos |
| ---- | ------------------------------ | --- | --- | --- | --- | --- | --- | --- | --- | --- | --- | --- | --- | --- | --- | --- | --- | --- | --- | --- | --- | --- | --- | ------ |
| 1    | iSport International           | 5   | 2   | 2   | 2   | 1   | 3   | Ret | Ret | Ret | Ret | 1   | 5   | 10  | Ret | 4   | 1   | 3   | 1   | 17  | DNS | 7   | 1   | 118    |
| 1    | iSport International           | 6   | 3   | Ret | DNS | 9   | Ret | Ret | 15  | 1   | 6   | Ret | 21  | 3   | 6   | Ret | 14  | Ret | 5   | 18  | 12  | 12  | 12  | 118    |
| 2    | ART Grand Prix                 | 1   | 10  | 7   | 6   | Ret | 7   | Ret | 19  | 10  | 12  | Ret | 20  | 15  | 17  | Ret | 13  | 7   | 14  | 10  | Ret | 9   | 20  | 87     |
| 2    | ART Grand Prix                 | 2   | 5   | Ret | 3   | 3   | 5   | 2   | 4   | 4   | 4   | 2   | 6   | 4   | 4   | 1   | 11  | 13  | 4   | 3   | 3   | Ret | 13  | 87     |
| 3    | Campos Grand Prix              | 24  | 14  | 11  | 10  | 16† | 6   | 5   | 5   | 9   | 9   | 11  | 17  | Ret | 9   | 17  | 5   | 12  | 12  | 9   | 11  | 1   | 8   | 80     |
| 3    | Campos Grand Prix              | 25  | DNS | Ret | Ret | 6   | 2   | 1   | 3   | Ret | 8   | 4   | 7   | Ret | 7   | 2   | 12  | 1   | DSQ | Ret | 14  | 2   | 5   | 80     |
| 4    | Super Nova Racing              | 16  | 1   | 3   | Ret | 11  | 4   | 4   | 2   | 5   | 7   | Ret | Ret | Ret | 16  | Ret | 7   | 2   | 2   | 2   | 7   | 18† | 6   | 78     |
| 4    | Super Nova Racing              | 17  | Ret | 5   | Ret | 12  | Ret | 9   | Ret | 2   | 5   | 18  | 15  | Ret | 8   | Ret | Ret | Ret | 9   | 5   | 5   | 16  | 9   | 78     |
| 5    | DAMS                           | 22  | 17  | 6   | 15  | 7   | 10  | 17  | 6   | 3   | 3   | 3   | 3   | 2   | Ret | 6   | Ret | DSQ | 18  | Ret | 9   | 3   | 7   | 67     |
| 5    | DAMS                           | 23  | 7   | 1   | Ret | DNS | Ret | 8   | Ret | Ret | DNS | 9   | Ret | Ret | 14  | 15  | Ret | 10  | 17† | 1   | 21  | Ret | 21  | 67     |
| 6    | Racing Engineering             | 14  | Ret | 10  | 8   | 2   | Ret | 7   | 1   | 13  | 22† | 8   | 1   | 8   | 1   | 12  | Ret | 6   | Ret | 4   | 15  | 8   | 2   | 51     |
| 6    | Racing Engineering             | 15  | 19† | Ret | 7   | 5   | 17† | Ret | DNS | 15  | 14  | 14  | 8   | DNQ | DNQ | 13  | Ret | Ret | Ret | Ret | Ret | 4   | 22  | 51     |
| 7    | Arden International            | 7   | 4   | 8   | 1   | 4   | 11  | 3   | 7   | 11  | 10  | 15  | Ret | 13  | 12  | 10  | 6   | 4   | 3   | Ret | 8   | Ret | 14  | 44     |
| 7    | Arden International            | 8   | 6   | 17  | Ret | 13  | 9   | 6   | Ret | 14  | 19  | 7   | Ret | 7   | Ret | Ret | 15† | Ret | Ret | 13  | 19  | 10  | 10  | 44     |
| 8    | Durango                        | 26  | 8   | 4   | 5   | 14  | 16† | 12  | 20† | 20† | 17  | 19  | 12  | 5   | 5   | 5   | 4   | Ret | 19  | 16  | 17  | 5   | 4   | 44     |
| 8    | Durango                        | 27  | 9   | Ret | Ret | 15  | Ret | Ret | 16  | 12  | 13  | Ret | 16  | 14  | 15† | 8   | Ret | 5   | 6   | 7   | 1   | 17  | Ret | 44     |
| 9    | Petrol Ofisi FMS International | 9   | 16  | Ret | Ret | 8   | 8   | DSQ | 14  | 6   | 1   | Ret | 14  | 1   | 2   | 3   | 3   | Ret | 15  | Ret | 6   | Ret | 15  | 37     |
| 9    | Petrol Ofisi FMS International | 10  | Ret | 13  | DNS | Ret | Ret | 15  | 18  | 19  | 16  | 17† | 19  | Ret | 11  | 14  | Ret | 11  | 20  | 14  | 20  | 13  | Ret | 37     |
| 10   | Trident Racing                 | 11  | DNS | 16† | Ret | 17† | 1   | 10  | 8   | 7   | 2   | 6   | 4   | Ret | Ret | 16  | 10  | 8   | Ret | 20† | 18  | Ret | 19  | 35     |
| 10   | Trident Racing                 | 12  | 18  | Ret | 13  | 10  | 12  | Ret | 11  | 18  | Ret | 5   | 2   | 11  | 10  | Ret | Ret | Ret | 10  | Ret | 13  | Ret | 16  | 35     |
| 11   | Minardi Piquet Sports          | 3   | Ret | 15  | Ret | DNS | 15  | Ret | Ret | Ret | 18  | 12  | 10  | Ret | 13  | 7   | 2   | 14  | Ret | 19† | 16  | 15  | 18  | 22     |
| 11   | Minardi Piquet Sports          | 4   | Ret | 12  | 4   | Ret | Ret | 16  | 9   | 8   | 11  | 10  | 9   | 6   | 3   | 11  | 8   | Ret | 8   | 15  | 10  | Ret | 17  | 22     |
| 12   | David Price Racing             | 20  | 13  | Ret | 12  | Ret | Ret | Ret | 12  | Ret | 21  | Ret | 18  | Ret | DNS | DNQ | DNQ | Ret | 13  | 12  | Ret | Ret | Ret | 15     |
| 12   | David Price Racing             | 21  | 12  | 9   | 14  | Ret | 14  | 13  | 10  | Ret | 20  | Ret | 13  | 12  | Ret | Ret | Ret | Ret | 7   | 6   | 2   | 6   | 3   | 15     |
| 13   | BCN Competición                | 18  | 11  | 14  | 9   | 18† | Ret | 11  | 13  | 16  | Ret | 13  | 11  | Ret | DNS | Ret | Ret | 9   | 11  | 11  | Ret | 14  | Ret | 4      |
| 13   | BCN Competición                | 19  | 15  | Ret | 11  | Ret | 13  | 14  | 17  | 17  | 15  | 16  | 22† | 9   | Ret | 9   | 9   | Ret | 16† | 8   | 4   | 11  | 11  | 4      |
| Pos. | Escudería                      | N.º | SAK | SAK | BAR | BAR | MON | MAG | MAG | SIL | SIL | NÜR | NÜR | BUD | BUD | EST | EST | MNZ | MNZ | SPA | SPA | VAL | VAL | Puntos |

| Color     | Resultado              |
| --------- | ---------------------- |
| Oro       | Ganador                |
| Plata     | 2.ª plaza              |
| Bronce    | 3.ª plaza              |
| Verde     | Finalizó en los puntos |
| Azul      | Finalizó sin puntos    |
| Azul      | NC - No clasificado    |
| Violeta   | Ret - No terminó       |
| Rojo      | DNQ - No se clasificó  |
| Negro     | DSQ - Descalificado    |
| Blanco    | DNS - No empezó        |
| Blanco    | WD - Retirado          |
| Blanco    | C - Carrera cancelada  |
| Sin color | DNP - No participó     |
| Sin color | INJ - Lesionado        |
| Sin color | EX - Excluido          |

| Estado  | Resultado |
| ------- | --- |
| Negrita | Pole position |
| Cursiva | Vuelta rápida puntuable, el piloto cumplió los requisitos para ser bonificado con uno o más puntos por lograr la vuelta rápida |
| †       | Abandona, pero clasifica al completar el porcentaje requerido para ello                                                        |